# Gatčina
Gatčina (in russo Гатчина?) è una città della Russia, che si trova nell'Oblast' di Leningrado, a sud di San Pietroburgo, capoluogo della Gatčinskij rajon. È famosa per la reggia voluta dallo zar Paolo I.

## Amministrazione

### Gemellaggi
Gatčina è gemellata con le seguenti città:
- Espoo